# Baillet (couleur)
Pour les articles homonymes, voir Baillet.
Baillet ou paillet (adjectif masculin) est un nom de couleur désuet qui désignait une robe de cheval d'un roux tirant sur le blanc ; tient du bai et de la couleur de paille. Attesté dans ce sens en 1637, et en tous temps rare ou régional, ce terme est inusité aujourd'hui ; un cheval de cette couleur serait sans doute dit café au lait.
À la fin du XIXe siècle, les lettrés s'intéressent au folklore et à la culture populaire ; on fait remonter le mot baillet au celtique Bailh, d'où dériveraient aussi, à cause de leur couleur, le blé et sa balle. « Le cheval Baillet a sa robe de la même nuance, et tel est celui des chevaux de l'Apocalypse (« equus pallidus ») que monte l'ange de la mort. » En patois boulonnais, « baillet, qui a le poil gris, roux. Rat baillet, Loir. Cheval baillet, qui a une étoile blanche au front (Corblet). Me. de Blosseville (Patois Normand) définit : animaux dont le pelage offre des parties blanches, tranchant sur des couleurs foncées ; le rat baillet a le corsage et le ventre blanc, tandis que son dos est brun. C'est exact. J. Henry dit : poil roux tirant sur le brun (De βαλιός, de différentes couleurs — G., 95 ».